# Jasnogorsk
Jasnogorsk è una città della Russia europea centrale (oblast' di Tula). Appartiene amministrativamente al rajon Jasnogorskij, del quale è il capoluogo.
Sorge nella parte settentrionale della oblast', sul fiume Vašana, 35 chilometri a nord del capoluogo Tula.